# 1922 في أستراليا
فيما يلي قوائم الأحداث التي وقعت خلال عام 1922 في أستراليا.

## سياسة

### تعيين في المنصب
- 16 ديسمبر – بيلي هيوز عضو مجلس النواب الأسترالي.

### انتهاء فترة المنصب
- 16 ديسمبر – بيلي هيوز عضو مجلس النواب الأسترالي.

## رياضة
- 1 يناير – البطولات الأسترالاسية 1922

## مواليد

### يناير
- 19 يناير – آرثر موريس لاعب كركيت أسترالي.
- 23 يناير – توم لويس سياسي أسترالي.

### أبريل
- 3 أبريل – جويس فيتش لاعبة كرة مضرب أسترالية.

### يونيو
- 3 يونيو – فرانك ميتشيل لاعب كرة قدم أسترالي.
- 13 يونيو – رون موس
- 18 يونيو – لويس رامزي ممثلة أسترالية.

### أغسطس
- 14 أغسطس – جون جرانت